# Stigmina carpophila
Espèce
Stigmina carpophila est une espèce de champignons ascomycètes de la famille des Mycosphaerellaceae. Cette espèce cosmopolite, parasite des végétaux, est responsable de la criblure ou maladie criblée des arbres fruitiers.

## Synonymes
Selon Species Fungorum :
- Wilsonomyces carpophilus (Lév.) Adask., J.M. Ogawa & E.E. Butler (1990)
- Thyrostroma carpophilum (Lév.) B. Sutton (1997)
- Sciniatosporium carpophilum (Lév.) Morgan-Jones (1971)
- Sporocadus carpophilus (Lév.) Arx  (1981)
- Coryneum carpophilum (Lév.) Jauch  (1940)
- Stigmella briosiana (Farneti) E. Bald. & Cif. (1937)
- Stigmina briosiana Farneti (1902)
- Clasterosporium carpophilum (Lév.) Aderh. (1901)
- Asterula beijerinckii (Vuill.) Sacc. (1891)
- Coryneum laurocerasi Prill. & Delacr. (1890)
- Ascospora beijerinckii Vuill. (1888)
- Helminthosporium cerasorum (Thüm.) Berl. & Voglino (1886)
- Napicladium brunaudii (Sacc.) Sacc. (1886)
- Septosporium cerasorum Thüm. (1884)
- Coryneum beyerinckii Oudem. (1883)
- Coryneum beijerinckii Oudem. (1883)
- Clasterosporium amygdalearum (Pass.) Sacc. (1882)
- Passalora brunaudii Sacc. (1879)
- Sporidesmium amygdalearum Pass. (1876)
- Helminthosporium rhabdiferum (Berk.) Berk. (1865)
- Macrosporium rhabdiferum Berk. (1864)
- Helminthosporium carpophilum Lév. (1843)
- Cladosporium beijerinckii Oudem.

## Caractéristiques
Les conidies sont sombres en forme de fuseau et mesurent 30-60 X 9-18 µ. Elles comportent 3 à 7 cloisons noires transversales et parfois une ou deux cloisons longitudinales ou obliques,.

## Symptômes
La maladie se manifeste chez différentes espèces d'arbres fruitiers à noyau, d'abord sur les jeunes feuilles par des points rouges dispersés, qui virent au brun rougeâtre après quelques jours. 
La plante entame alors une réaction de défense pour marginaliser et exclure le champignon.
Après deux semaines environ, le centre des taches se nécrose et laisse des trous de 1 à 3 mm de diamètre bordé de rouge.
En cas de forte infestation, les feuilles paraissent comme criblées de plombs de chasse, d'où le nom populaire  de « coup de fusil » donné à cette maladie. Les feuilles jaunissent et tombent prématurément.
Les jeunes rameaux non aôutés et les fruits sont également touchés. Les lésions sur les rameaux se transforment par la suite en chancres. Sur les fruits se forment des taches noirâtres accompagnées souvent de gommose. les fruits peuvent sécher ou pourrir et sont dans tous les cas fortement dépréciés.
La maladie affecte principalement les pruniers et les cerisiers, mais aussi d'autres espèces de fruits à noyau (pêchers, lauriers-cerises, amandiers, etc.).